# Claire Lavogez
Claire Marie Annie Lavogez (Calais, 18 de junho de 1994) é uma futebolista profissional francesa que atua como meia.

## Carreira
Claire Lavogez fez parte do elenco da Seleção Francesa de Futebol Feminino, nas Olimpíadas de 2016.